# Laephotis namibensis
Laephotis namibensis é uma espécie de morcego da família Vespertilionidae. Pode ser encontrada na África do Sul e Namíbia.